# اتاق اصناف ایران
پیش از انقلاب، مجموعه امور اصناف تأسیس شد بعد اتاق اصناف ایران تأسیس شد و پس از انقلاب، شورای اصناف کشوری تأسیس شد بعد دوباره اتاق اصناف ایران تأسیس شد. طبق قانون نظام صنفی ایران، شورایی است متشکل از نمایندگان هیئت رئیسه مجامع امور صنفی شهرستان‌های کشور که با هدف تقویت مبانی قانون نظام صنفی کشور تشکیل شده‌ است. از سوی وزیر صنعت، معدن و تجارت نیز یک نفر به عنوان نماینده وزیر در اتاق اصناف ایران برگزیده می‌شود. رئیس اتاق اصناف کشور با برگزاری انتخابات سراسری انتخاب می‌گردد.

## پیشینه
اتحادیه‌های صنفی زیرمجموعه‌ای از نهادهای مدنی و مردمی بزرگ و مؤثر در اقتصاد کشور محسوب می‌شوند که بر اساس قانون نظام صنفی وظایف مشخص و معینی را عهده‌دار می‌باشند تا بتوانند با اتکای به آن ضمن ایفای نقش و وظیفه خود از حقوق تمامی اصناف و مصرف‌ کنندگان نیز دفاع نمایند، در همین راستا و به منظور آشنایی بیشتر با تاریخچه و عملکرد اتحادیه صنف کتاب، نوشت‌افزار، رایانه و ماشینهای اداری به معرفی این مجموعه پرداخته خواهد شد. آغاز تشکیل اصناف بنا بر نظر بعضی از محققین پس از ظهور اسلام و پس از ظهور قرامطه و بنا  بر نظر برخی دیگر ادوار پیش از اسلام است. در رسائل اخوان الصفا و قدیمی‌ترین مواضع اصناف و طبقات آنها اشارت رفته است افراد آن صنف به اقتضای رسم جوانمردی در غم و شادی همدیگر شریک بوده‌اند. به عنوان مثال اعضاء هر صنف در مراسم عروسی یا عزا به یاری یکدیگر  می‌شتافتند  و همکاری و همدردی داشته‌اند ولیکن هر صنفی نسبت به صنف دیگر اغلب نوعی رقابت و هم چشمی داشته است .۲
واحد صنفی: بر اساس ماده (۳) قانون نظام صنفی، هر واحد اقتصادی که فعالیت آن، در محل ثابت یا وسیله سیار باشد و توسط فرد یا افراد صنفی با اخذ پروانه کسب دایر شده باشد، واحد صنفی شناخته می‌شود.۵
رسته صنفی: هر اتحادیه دارای یک یا چند رسته صنفی است که شامل واحدهای صنفی دارای تخصص یکسان می‌باشد. تعیین رسته‌های صنفی و قرار دادن آن‌ها تحت پوشش اتحادیه‌های مرتبط از وظایف کمیسیون‌های نظارت بر سازمان‌های صنفی است.۶
اتحادیه‌های صنفی: اتحادیه صنفی مهم‌ترین تشکل صنفی محسوب می‌شود و بر اساس ماده (۷) قانون صنفی، اتحادیه دارای شخصیتی حقوق است که از افراد یک یا چند صنف که دارای فعالیت یکسان یا مشابه‌اند، برای انجام دادن وظایف و مسئولیت‌های مقرر در این قانون تشکیل می‌گردد.۷
اتاق اصناف ایران: از جمله ابداعات مهم قانون نظام صنفی مصوب ۱۳۸۲/۱۲/۲۴، تشکیل شورای اصناف کشور (در اصلاحیه مصوب ۱۳۸۲/۶/۱۲ به نام اتاق اصناف ایران) است که با توجه به نقش ملی و فرااستانی آن می‌تواند تحولی در نظام مدیریت صنفی ایجاد کند. به هر حال، چنین پتانسیل منظمی در ساختار نظام صنفی می‌تواند بسیاری از برنامه‌ریزی‌ها و سیاست‌گذاری‌ها را تسهیل کند. خصوصاً نقشی که شورای می‌تواند در کمیته‌های برنامه‌ریزی استان‌ها ایفا کند، امکان ساماندهی امور اصناف و اصلاح نظام تجاری شهرها را فراهم خواهد کرد.۹
کمیسیون نظارت: مطابق ماده (۱۰) قانون نظام صنفی کمیسیونی است که به منظور برقراری ارتباط و ایجاد هماهنگی بین اتحادیه‌ها و اتاق اصناف شهرستان‌ها با سازمان‌ها و دستگاه‌های دولتی در راستای وظایف و اختیارات آن‌ها و همچنین نظارت بر اتحادیه‌ها و اتاق اصناف هر شهرستان تشکیل می‌شود.۱۰
هیئت عالی نظارت: مطابق ماده (۱۱) قانون نظام صنفی، هیئتی است که به منظور تعیین برنامه‌ریزی هدایت، ایجاد هماهنگی و نظارت بر کلیه اتحادیه‌ها، اتاق اصناف شهرستان‌ها، اتاق اصناف ایران و کمیسیون‌های نظارت تشکیل می‌گردد و بالاترین مرجع نظارت بر امور اصناف کشور است.۱۱

## مجمع امور صنفی
مجمع امور صنفی عبارت است از نمایندگان منتخب اعضای هیئت مدیره اتحادیه‌های صنفی هر شهرستان، که برای انجام وظایف و مسئولیت‌های مقرر در قانون نظام صنفی، این مجمع را تشکیل می‌دهند.